# Ch 11
Ch 11 (Q 011) – ścigacz okrętów podwodnych (chasseur) marynarki francuskiej przejęty przez marynarkę brytyjską po upadku Francji w 1940 r. 19 lipca 1940 roku obsadzony przez marynarzy PMW (wraz z innymi okrętami francuskimi, między innymi bliźniaczym Ch 15). W polskiej służbie określany był prefiksem OF (Okręt Francuski).
1 września 1940 wszedł w skład Grupy Trawlerów w Dartmouth jako okręt strażniczy, służący do patroli przeciwinwazyjnych. Do końca roku wykonał 38 patroli, a w styczniu i lutym 1941 – 11 patroli, bez styczności z wrogiem. Od początku 1941 roku wchodził wraz z Ch 15 w skład Grupy Okrętów Strażniczych. 
6 lutego 1941 roku zwrócony władzom brytyjskim i zwrócony marynarce Wolnej Francji. Jako Boulogne służył do 1949 (do 1948 roku). Został zezłomowany 23 listopada 1948 roku.
Dowódcy:
- kpt. mar. Jerzy de Latour (11 sierpnia 1940 - luty 1941)[1]